# Antoine Fabre (1851-1923)
Pour les articles homonymes, voir Antoine Fabre (homonymie) et Fabre.
Antoine Fabre est un homme politique français né le 29 novembre 1851 à Vic-le-Comte (Puy-de-Dôme) et décédé le 10 décembre 1923 à Vic-le-Comte.
Pharmacien, il est maire de Vic-le-Comte de 1888 à 1912, conseiller général du canton de Vic-le-Comte de 1904 à 1919 et député du Puy-de-Dôme de 1908 à 1919, siégeant au groupe radical-socialiste. 

## Sources
- « Antoine Fabre (1851-1923) », dans le Dictionnaire des parlementaires français (1889-1940), sous la direction de Jean Jolly, PUF, 1960 [détail de l’édition]